# 10403 Marcelgrün
(10403) Marcelgrün, denumire internațională (10403) Marcelgrun, este un asteroid din centura principală de asteroizi.

## Descriere
10403 Marcelgrün este un asteroid din centura principală de asteroizi. A fost descoperit pe 22 noiembrie 1997 la Observatorul Kleť de Jana Tichá și Miloš Tichý. Asteroidul prezintă o orbită caracterizată de o semiaxă mare de 2,24 ua, o excentricitate de 0,09 și o înclinație de 4,9° în raport cu ecliptica.